# 女性生殖系統
女性生殖系統是由人類女性的生殖器官組成的系統。可分成內生殖器官和外生殖器官，分別指生殖系統在體內不可見的部分和體外可見的部分。人類女性的生殖系統在出生時尚未發育成熟，一直到青春期才發育成熟，可以產生配子（卵子），並且讓胎兒在體內成長（妊娠）。內生殖器包括子宫、輸卵管、卵巢、子宮頸及阴道。子宫可以讓胚胎成長，子宫和阴道也會產生分泌物，幫助精子到達输卵管。卵巢會產生卵细胞。外生殖器也稱為女陰，包括有阴唇、陰蒂及陰道口等。阴道和子宫的子宮頸相連接。
隨著月經週期，卵巢會釋放卵细胞，通過輸卵管到子宫。若在過程中遇到精子，精子可以進入卵细胞，和卵细胞結合，即為受精。
受精一般會在卵细胞在輸卵管時發生，也是人類胚胎發生的開始。受精卵會進行有絲分裂，經過數代之後，形成囊胚，在子宫壁着床，這也是妊娠期的開始，胚胎會在子宮发育一直到分娩為止。當胎兒已發展到可以在子宮內生存時，子宮頸會擴張，而子宮會收縮，讓新生兒從產道（陰道）產出母體外，即為分娩。
男性體內也有對應的生殖系統，稱為男性生殖系統。

## 外生殖器
一般包括陰阜、大陰唇、小陰唇、阴道前庭、處女膜与會陰等構成。其中在胯下恥骨部與臀部之間的區域又稱泌尿生殖部（regio urogenitalis）。

## 內生殖器

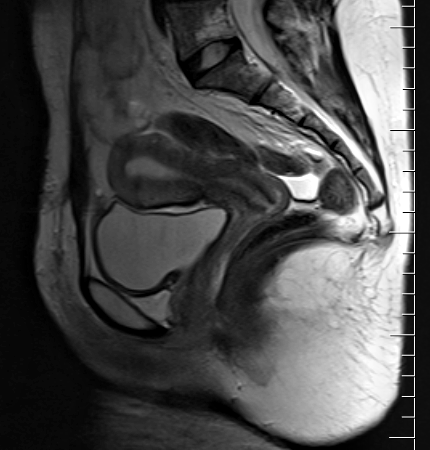
矢状面的核磁共振成像，矢狀 MRI 顯示子宮病理性前傾並伴隨子宮頸移位。

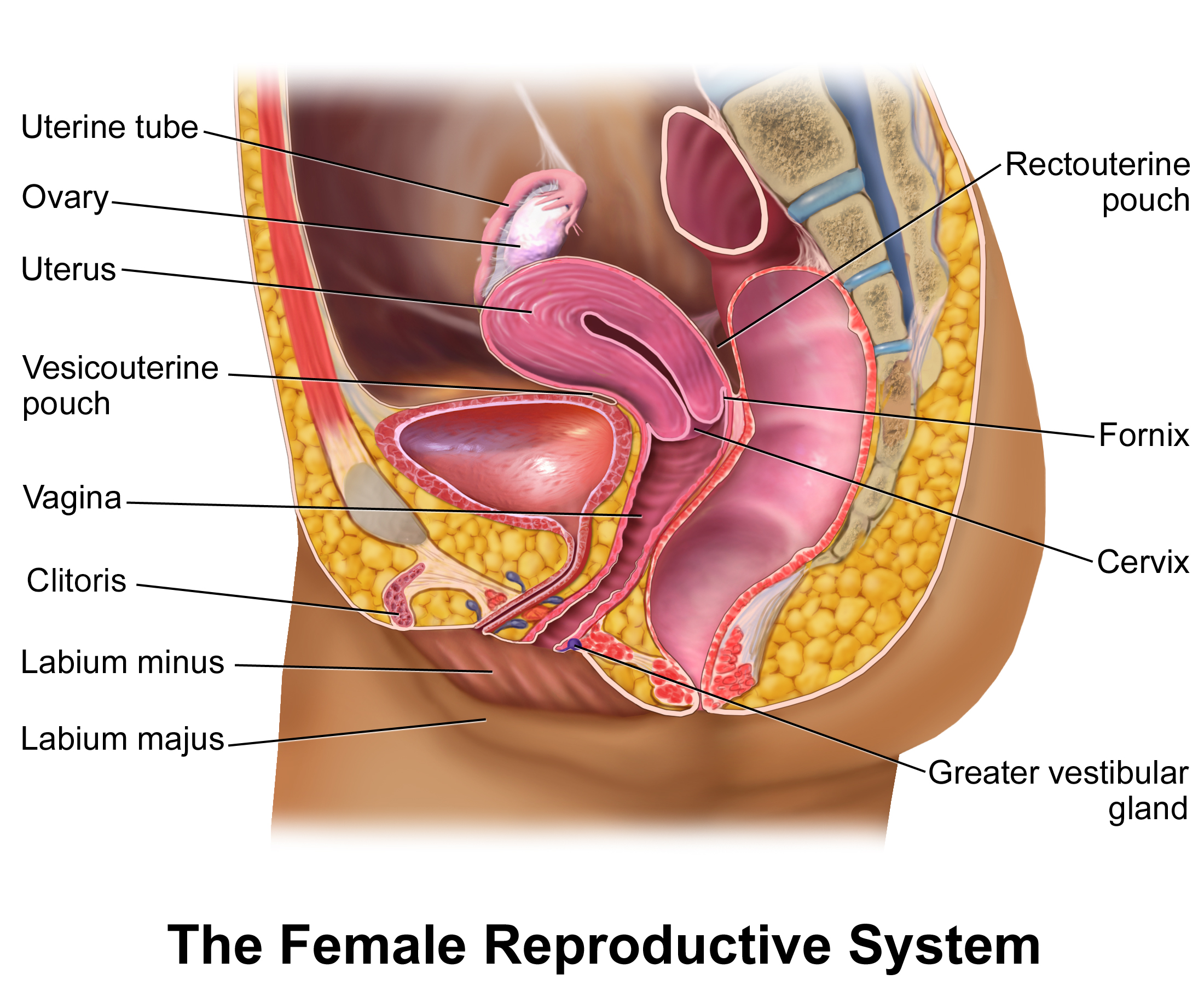
女性內生殖系統的剖面圖

女性內生殖系統正面相對位置圖。

女性內生殖系統包括卵巢、輸卵管、子宮、子宮頸和陰道。這個部分與月經、內分泌、懷孕和分娩有關。

### 阴道
阴道是由纖維組織及肌肉組織組成的通道，一端是阴道口，另一端是連接子宫的子宮頸。若在討論妊娠的內容時，也會將阴道稱為產道（birth canal），在自然分娩時嬰兒會經由產道出生。在性交時男性的阴茎會置入阴道內。男性在性高潮時會射精，精液會進入女性陰道內，若精子接觸到女性卵细胞，即有可能受精。

### 子宮頸
子宮頸位在子宮下方，是較狹窄的部位，連接阴道的最上方。子宮頸的形狀為圆柱体或圆锥，穿過上前陰道壁。在懷孕時子宮頸會密合，在要分娩時再軟化開啟，

### 子宮
子宮是主要的女性生殖器官。受精卵會形成胚胎（1至8週）及胎兒（8週之後），子宮提供力學上的保護、透過胎盤及臍帶提供營養，並且移除胚胎及胎兒的排泄物。在分娩時子宮會收縮，將胎兒經由產道送到體外。
子宮有三條懸韌帶，穩定子宮的位置並且限制其移動範圍。子宮薦骨韌帶（uterosacral ligaments）限制子宮往下或往前的移動，圓韌帶（round ligaments）限制子宮往後的移動，主韌帶也限制子宮往下的移動。
子宮是由肌肉組成的梨狀器官，其主要功能是讓受精卵在子宮壁的子宮內膜著床，子宮內膜也會有血管，供應受精卵養份。受精卵會發育成胚胎、胎兒，最後分娩。若卵细胞或受精卵沒有在子宮內膜上著床，最後會在月經時排出體外。

### 輸卵管
輸卵管是二條連接卵巢及子宮的通道。在卵子成熟時，卵泡和卵巢壁會破裂，讓卵子離開卵巢，進入輸卵管。卵子會由輸卵管內裡的纖毛推動，往子宮移動，約需要數小時到數天。若精子在輸卵管內接觸到卵子，使其受精，受精卵一般會移動到子宮，在子宮內膜著床，這就是妊娠的開始。

### 卵巢
卵巢是小而成對的器官，在骨盆腔側壁附近。卵巢可以產生卵细胞，並且分泌激素。分泌卵细胞的過程稱為排卵。排卵是週期性的，其週期即為月經週期。
在排卵後，卵细胞會由輸卵管所接收，經由輸卵管進入子宮，在輸卵管中可能會接觸到精子，形成受精卵。在受精時卵细胞會分泌一些分子，導引精子，並且精子的表面可以附著在卵细胞的表面上。之後卵细胞會接收精子，並且受精，成為受精卵。

## 生理學
女性的生殖道是是從陰道開始的內腔，在陰道位置為單一路徑，在子宮中分為二個路徑，分別通往兩側的輸卵管，最後結束在通往腹腔的輸卵管遠端口 。
若卵子沒有受精，卵子最後會從輸卵管穿過整個生殖道，最後從陰道離開，稱為月經。
有許多有關生殖道的腔內手術，例如輸卵管鏡、人工授精以及腔內絕育。

## 發育
胚胎在受精時的染色體特徵決定在遺傳上的性別，特別由遺傳得來的第23對染色體為基礎。來自母親的卵子上面有X染色體，來自父親的精子可能有X染色體或是Y染色體。因此是父親的精子決定胚胎的性別。若是胚胎從父親遺傳了X染色體，胚胎會是女性，胚胎不會分泌睾酮，中肾管（沃爾夫管）會因此退化，而副中肾管（苗勒氏管）會發育成女性的生殖器官，陰蒂就是沃爾夫管的殘留物。相反地，若是胚胎從父親遺傳了Y染色體，胚胎是男性，其分泌的睾酮會刺激沃爾夫管發育成男性生殖器官，而苗勒管會退化。

## 臨床意義

### 陰道炎
陰道炎是陰道發炎的疾病，多半是因為感染所造成，是最常見的婦科病症。陰道炎的病原會隨年齡、性行為頻率而不同，不容易判斷。陰道炎有可能是因為近距離接觸黏膜或是分泌物所造成，因此不一定是因為性傳染病所成。陰道炎的診斷方式一般是依其陰道分泌物來判斷，在陰道炎時其顏色或氣味可能會有變化。

### 細菌性陰道病
細菌性陰道病是女性的陰道感染疾病，細菌性陰道病和陰道炎的差異是細菌性陰道病是沒有發炎的症狀。細菌性陰道病屬於polymicrobial，和很多的細菌菌種有關。
若以下四個標準中有三個符合，即可確診是細菌性陰道病：
1. 均質、稀薄的陰道分泌物
2. 陰道分泌物PH值為4.5
3. 陰道上皮組織中有細菌
4. 腥臭味

細菌性陰道病和其他婦科的感染性疾病（例如子宫内膜炎）有關。

### 酵母菌感染
外阴部酵母菌感染是常見的陰部疾病，依照美国疾病控制与预防中心的資料，成年女性至少有75%曾有過酵母菌感染的問題。酵母菌感染是因為陰道菌種過度生長造成，也稱為念珠菌症，常見原因是因為陰道的酸鹼不平衡所造成（理想情形應該是酸性）。其他原因包括懷孕、糖尿病、免疫系統減弱、貼身衣物太緊，或是陰部清洗。`症狀包括刺痛、灼熱感、刺激，陰部有類似乳酪的分泌物。也有些患者有性交疼痛或是排尿疼痛的症狀。診斷方法是將陰道分泌物放在顯微鏡下觀察，若檢測到酵母菌即可確診是酵母菌感染。治療方式包括塗抹在陰部的藥膏，以及口服藥，目的都是為了避免菌類的成長。

### 女陰殘割
在一些文化中，有針對女性外陰部，非醫學原因的部份切除或是全部切除（女陰殘割）的習俗。有些是阴蒂切除术，切割陰蒂及陰蒂包皮，也有些是切除陰蒂及小陰唇，或是切除大小陰唇，使陰道癒合。這些習俗對健康有許多負面影響，例如出血、無法復原的組織受損、以及可能會致命的敗血症。

### 陰部手術
生殖器官成形术是指恢復受損性器官的手術，可能是因為癌症以及癌症治療過程而受損。也有一些選擇性手術可以改變外生殖器的外觀。

## 生育權
国际妇产科联盟（International Federation of Gynaecology and Obstetrics）在1954年創立，目的在促進女性的福祉，並且提昇婦產科的醫療及護理相關標準。在2010年時已有124個國家加入。
女性的生殖權利是指女性和生育以及生殖健康有關的相關權利。女性有權控制有關其性健康及生殖健康有關的事務。違及這些權利的行為包括強制懷孕、強制絕育、強制墮胎及残割女性生殖器。残割女性生殖器是指移除部份或是全部的女性外生殖器。

## 歷史
據說在希波克拉底的文獻中有提到男性及女性在受孕時都會提供「種子」，不然小孩會認不得他們的父母。四百年後，盖伦「識別」了「女性精液」的來源，也就是在女性生殖系統中的卵巢。

## 圖集

透視圖
矢狀面
前視圖
下視圖